# Чаплык
Чаплык (
сибирскотат. 
Цаплык) — река в России, протекает по Тюменскому району Тюменской области. Устье реки находится в 159 км от устья Пышм по правому берегу. Длина реки составляет 15 км.

## Этимология
Название реки происходит от татарского корня чап — «рубить». Также, возможно от др. тюрк. чаб — «слава, молва»

## Населённые пункты
- д. Чаплык

## Данные водного реестра
По данным государственного водного реестра России относится к Иртышскому бассейновому округу, водохозяйственный участок реки — Пышма от Белоярского гидроузла и до устья, без реки Рефт от истока до Рефтинского гидроузла, речной подбассейн реки — Тобол. Речной бассейн реки — Иртыш.
Код объекта в государственном водном реестре — 14010502212111200008300.